# Старорипін-Жондови
Старорипін-Жондови (пол. Starorypin Rządowy) — село в Польщі, у гміні Рипін Рипінського повіту Куявсько-Поморського воєводства.
Населення — 120 осіб (2011).
У 1975-1998 роках село належало до Влоцлавського воєводства.

## Демографія
Демографічна структура станом на 31 березня 2011 року:
|          | Загалом | Допрацездатний вік | Працездатний вік | Постпрацездатний вік |
| -------- | ------- | ------------------ | ---------------- | -------------------- |
| Чоловіки | 68      | 17                 | 43               | 8                    |
| Жінки    | 52      | 12                 | 32               | 8                    |
| Разом    | 120     | 29                 | 75               | 16                   |